# جوشان (الیگودرز)
جوشان، روستایی از توابع بخش مرکزی شهرستان الیگودرز در استان لرستان ایران است.

## جمعیت
این روستا در دهستان بربرود غربی قرار دارد و براساس سرشماری مرکز آمار ایران در سال ۱۳۸۵، جمعیت آن ۳۵۹ نفر (۶۸خانوار) بوده‌است.

## گویش
گویش مردم این روستا لری بختیاری بُربُرودی می باشد